# Gnetum luofuense
Gnetum luofuense — вид голонасінних рослин класу гнетоподібних.

## Поширення, екологія
Країни проживання: Китай (Фуцзянь, Гуандун, Цзянсі); Гонконг. Це вид рівнинних субтропічних лісів і нижніх гірських лісів.

## Загрози та охорона
Основною загрозою є, звичайно, втрата середовища існування, викликана перетворенням лісів в орні землі. Майже всі природні ліси були видалені уже давно, є тільки невеликі ділянки лісу на крутих недоступних схилах, особливо у вапнякових районах, які погано підходять для сільського господарства. Росте в національному парку Луофушан.